# 石川貞清
石川 貞清（いしかわ さだきよ）は、安土桃山時代の武将、大名。豊臣氏の譜代の家臣。犬山城主。江戸時代前期の商人、後に江戸幕府御家人。初名は光吉、あるは三吉ともいった。晩年は剃髪して石川宗林を称し、茶人でもあった。

## 出自
美濃国の出身。父や兄弟については諸説ある。
貞清（光吉）の父は石川光重（伊賀守）とされるが、不明であるとするものがあったり、「石川一光の一族という」とするものもある。一光（貞友）にも父を石川家光とするものと、光重とするものがあり、彼らの先祖である鏡島城主石川光清の子と孫の代の系図に混乱があるため、判然としない部分があって説明がつかない。
貞清（光吉）の兄は光元、弟は貞信（宗巴）とされるが、『正法山誌』では頼明（一宗）を弟とする説を載せている。これは前述の一光の弟であるに頼明（一宗）の父も光重であるとした場合であり、これに従えば光元・貞清（光吉）・一光・頼明（一宗）が兄弟となるが、この場合、貞信が浮いてしまう。
父・光重とその兄光政については、その父を石川光信（光延）とするものがあり、同説をとる『妙心寺史』では光政・光重・功沢宗勲を兄弟とする。別説では、光政・光重・一光・頼明（一宗）が兄弟で、これに従えば一光・頼明（一宗）は、光元・貞清（光吉）・貞信の叔父にあたることになる。
| 説1          | 説1          | 説1          | 説1          | 説1          | 説1          |              |              |              |              |              |              |              |              |              |              |              |              |              |              |              |              |              |              |  |  |  |  |  |  | 説2          | 説2          | 説2          | 説2          | 説2          | 説2          |              |              |              |              |              |              |             |             |             |             |             |             |      |      |      |      |      |      |              |              |              |              |              |              |  |  |  |  |  |  |  |  |  |  |  |  |  |  |  |  |  |  |  |  |  |  |  |  |  |  |  |  |  |  |  |  |  |  |  |  |  |  |  |  |  |  |  |  |  |  |  |  |
| 説1          | 説1          | 説1          | 説1          | 説1          | 説1          | 家光         | 家光         | 家光         | 家光         | 家光         | 家光         |              |              |              |              |              |              |              |              |              |              |              |              |  |  |  |  |  |  | 説2          | 説2          | 説2          | 説2          | 説2          | 説2          |              |              |              |              |              |              | 光信        | 光信        | 光信        | 光信        | 光信        | 光信        |      |      |      |      |      |      |              |              |              |              |              |              |  |  |  |  |  |  |  |  |  |  |  |  |  |  |  |  |  |  |  |  |  |  |  |  |  |  |  |  |  |  |  |  |  |  |  |  |  |  |  |  |  |  |  |  |  |  |  |  |
|              |              |              |              |              |              | 家光         | 家光         | 家光         | 家光         | 家光         | 家光         |              |              |              |              |              |              |              |              |              |              |              |              |  |  |  |  |  |  |              |              |              |              |              |              |              |              |              |              |              |              | 光信        | 光信        | 光信        | 光信        | 光信        | 光信        |      |      |      |      |      |      |              |              |              |              |              |              |  |  |  |  |  |  |  |  |  |  |  |  |  |  |  |  |  |  |  |  |  |  |  |  |  |  |  |  |  |  |  |  |  |  |  |  |  |  |  |  |  |  |  |  |  |  |  |  |
|              |              |              |              |              |              |              |              |              |              |              |              |              |              |              |              |              |              |              |              |              |              |              |              |  |  |  |  |  |  |              |              |              |              |              |              |              |              |              |              |              |              |             |             |             |             |             |             |      |      |      |      |      |      |              |              |              |              |              |              |  |  |  |  |  |  |  |  |  |  |  |  |  |  |  |  |  |  |  |  |  |  |  |  |  |  |  |  |  |  |  |  |  |  |  |  |  |  |  |  |  |  |  |  |  |  |  |  |
| 光政（守桂） | 光政（守桂） | 光政（守桂） | 光政（守桂） | 光政（守桂） | 光政（守桂） | 光重（宗鉄） | 光重（宗鉄） | 光重（宗鉄） | 光重（宗鉄） | 光重（宗鉄） | 光重（宗鉄） | 一光（貞友） | 一光（貞友） | 一光（貞友） | 一光（貞友） | 一光（貞友） | 一光（貞友） | 頼明（宗先） | 頼明（宗先） | 頼明（宗先） | 頼明（宗先） | 頼明（宗先） | 頼明（宗先） |  |  |  |  |  |  | 光政（守桂） | 光政（守桂） | 光政（守桂） | 光政（守桂） | 光政（守桂） | 光政（守桂） | 光重（宗鉄） | 光重（宗鉄） | 光重（宗鉄） | 光重（宗鉄） | 光重（宗鉄） | 光重（宗鉄） | 功沢宗勲    | 功沢宗勲    | 功沢宗勲    | 功沢宗勲    | 功沢宗勲    | 功沢宗勲    |      |      |      |      |      |      |              |              |              |              |              |              |  |  |  |  |  |  |  |  |  |  |  |  |  |  |  |  |  |  |  |  |  |  |  |  |  |  |  |  |  |  |  |  |  |  |  |  |  |  |  |  |  |  |  |  |  |  |  |  |
| 光政（守桂） | 光政（守桂） | 光政（守桂） | 光政（守桂） | 光政（守桂） | 光政（守桂） | 光重（宗鉄） | 光重（宗鉄） | 光重（宗鉄） | 光重（宗鉄） | 光重（宗鉄） | 光重（宗鉄） | 一光（貞友） | 一光（貞友） | 一光（貞友） | 一光（貞友） | 一光（貞友） | 一光（貞友） | 頼明（宗先） | 頼明（宗先） | 頼明（宗先） | 頼明（宗先） | 頼明（宗先） | 頼明（宗先） |  |  |  |  |  |  | 光政（守桂） | 光政（守桂） | 光政（守桂） | 光政（守桂） | 光政（守桂） | 光政（守桂） | 光重（宗鉄） | 光重（宗鉄） | 光重（宗鉄） | 光重（宗鉄） | 光重（宗鉄） | 光重（宗鉄） | 功沢宗勲    | 功沢宗勲    | 功沢宗勲    | 功沢宗勲    | 功沢宗勲    | 功沢宗勲    |      |      |      |      |      |      |              |              |              |              |              |              |  |  |  |  |  |  |  |  |  |  |  |  |  |  |  |  |  |  |  |  |  |  |  |  |  |  |  |  |  |  |  |  |  |  |  |  |  |  |  |  |  |  |  |  |  |  |  |  |
|              |              |              |              |              |              |              |              |              |              |              |              |              |              |              |              |              |              |              |              |              |              |              |              |  |  |  |  |  |  |              |              |              |              |              |              |              |              |              |              |              |              |             |             |             |             |             |             |      |      |      |      |      |      |              |              |              |              |              |              |  |  |  |  |  |  |  |  |  |  |  |  |  |  |  |  |  |  |  |  |  |  |  |  |  |  |  |  |  |  |  |  |  |  |  |  |  |  |  |  |  |  |  |  |  |  |  |  |
| 貞政（桂春） | 貞政（桂春） | 貞政（桂春） | 貞政（桂春） | 貞政（桂春） | 貞政（桂春） | 光元（宗薫)  | 光元（宗薫)  | 光元（宗薫)  | 光元（宗薫)  | 光元（宗薫)  | 光元（宗薫)  | 貞清（宗林） | 貞清（宗林） | 貞清（宗林） | 貞清（宗林） | 貞清（宗林） | 貞清（宗林） | 貞信（宗巴） | 貞信（宗巴） | 貞信（宗巴） | 貞信（宗巴） | 貞信（宗巴） | 貞信（宗巴） |  |  |  |  |  |  | 貞政（桂春） | 貞政（桂春） | 貞政（桂春） | 貞政（桂春） | 貞政（桂春） | 貞政（桂春） | 光元（宗薫)  | 光元（宗薫)  | 光元（宗薫)  | 光元（宗薫)  | 光元（宗薫)  | 光元（宗薫)  | 光吉（貞清) | 光吉（貞清) | 光吉（貞清) | 光吉（貞清) | 光吉（貞清) | 光吉（貞清) | 一光 | 一光 | 一光 | 一光 | 一光 | 一光 | 一宗（頼明） | 一宗（頼明） | 一宗（頼明） | 一宗（頼明） | 一宗（頼明） | 一宗（頼明） |  |  |  |  |  |  |  |  |  |  |  |  |  |  |  |  |  |  |  |  |  |  |  |  |  |  |  |  |  |  |  |  |  |  |  |  |  |  |  |  |  |  |  |  |  |  |  |  |

## 略歴
貞清は豊臣秀吉に使番として仕え、金切裂指物使番に列せられた。
天正18年（1590年）の小田原の役、7月に北条氏政・氏照兄弟が切腹した際、貞清と榊原康政が検使役を務めた。この功で、尾張犬山城1万2千石を与えられ、同時に、信濃木曾の太閤蔵入地10万石の代官も務めた。（代官領地と併せて12万石）
天正19年（1591年）11月、秀吉の三河吉良での狩猟に随行。翌年の文禄の役の拠点となる肥前国名護屋城の普請工事を分担した。戦役では秀吉の在陣中は、留守番衆の1つとして同城に駐屯した。
文禄4年（1595年）正月、秀吉の草津湯治では、逗留中の居館の建築と警固にあたる。
慶長4年（1599年）正月、豊臣秀頼の側近に列し、五大老五奉行の連署にて、貞清（備前守）・石田正澄（木工頭）・石川頼明（掃部頭）・片桐且元（東市正）の4人は、奏者番とされた。同年秋頃、徳川家康より美濃金山城の天守櫓と家臣長屋の古材を譲り受けて、犬山城を改修した。
慶長5年（1600年）、関ヶ原の戦いにおいて西軍に与し、家康からの降誘を拒否して、居城の犬山城に稲葉貞通・典通父子、稲葉方通、加藤貞泰、関一政、竹中重門らと籠城した。しかし東軍の中村一忠・一栄に攻められると、加勢の西軍将達は極秘に東軍の井伊直政に密書を送り、内応を約定して引き上げようとした。貞清も関一政に説得されて城を棄てて、西軍本隊に合流。本戦では、宇喜多隊の右翼、口北野付近に陣して奮戦した。
敗戦後、貞清は北山龍安寺に避難し、親族が住持を務める妙心寺に頼み、それを介して同じく妙心寺と所縁の深い東軍・池田輝政と渡りを付けて、大坂に入って池田の陣に投降した。改易されて所領を没収の上で、死罪を申し渡されるところだったが、犬山籠城中に東軍に加担した木曽郷士らの人質を解放したことが評価されたのと、池田輝政の働きかけにより、黄金千枚で助命された。
なお当時の書状に従えば、貞清は犬山城調略の時点で東軍に属しており、それを秘したまま西軍に留まり関ヶ原方面に移動、東軍へ情報を流していた。しかし関ヶ原合戦本戦に至る状況の急変で離脱の機会を失い、そのまま西軍として合戦に参加せざるを得なかったとされる。
京で隠棲し、剃髪して宗林と号し、茶人・商人（金融業）として余生を過ごしたが、慶長18年（1613年）12月5日、幕府に扶持米500石を給されて召抱えられたと『徳川除封録』にある。このため最晩年は幕府家人であった。この扶持米について、白川亨は宗林が石川光忠へ行った支援に対しての、光忠の生母で徳川家康の側室となっていたお亀の方からの報恩の意味が含まれているのではないかとしている。
寛永3年（1626年）に死去。子孫は商人となった。

## 家族・親族

### 父について
前述のように父については異説があるが、石川光重は秀吉の側近六人衆の1人であり、豊臣鶴松の傳役であった。貞清も秀頼の側近に指名されている。光重の兄にあたる光政は『竹生島奉加帳』にも上位に名があり、一族は秀吉創業以来の譜代衆であった。

### 妻について
貞清は、『正法山誌』では石田三成の婿とされており、『稿本石田三成』でも石田三成の娘を妻としたとしている。
しかし、同じ『正法山誌』によれば、石川頼明が貞清の弟とされており、白川亨は、頼明の兄である一光も貞清の弟と考え、一光が天正11年（1583年）の賤ヶ岳の戦いで奮戦していることなどから推測して、貞清と石田三成は同年代であり、末弟の頼明の妻が石田三成の義妹（宇多頼忠の娘）であることからきた誤説と主張している。『尾張藩石河系図』によれば、貞清の妻は大谷吉継の妹とされており、寛永8年（1631年）7月24日に没した。法名は竜光院殿月舟寿泉大禅定尼。
真田氏の記録には、真田信繁の七女・おかねを貞清が妻としたとされている。 しかし、これについても『尾張藩石河系図』では貞清ではなく、その嫡男である重正（藤右衛門・宗雲）の妻とされている。龍安寺塔頭大珠院に墓碑があり、明暦3年（1657年）8月24日に没。法名は真厳一院法楽宗蓮大姉。

### 真田信繁との関係
貞清の妻は前述のとおり、石田三成の娘か大谷吉継の妹であり、前者ならば一族の頼明の妻と石田三成の妻が姉妹、そして一説に真田昌幸の妻・山手殿も姉妹であり、山手殿の出自が異なる場合も昌幸の娘が三成の一族の宇田頼次に嫁いでいるので、貞清は真田信繁と親戚となる。後者ならば、貞清の妻は、信繁（幸村）の正室（大谷吉継の娘）竹林院の叔母にあたる。よっていずれの場合も親類であった。
また、（秀吉直参であった）信繁は名護屋城の馬廻衆の頃、石川光元（紀伊守）を頭とする組（一番石川組）に属しており、貞清ともこの頃から顔見知りであった可能性がある。
信繁の七女・おかねは、前述のとおり、貞清の妻、または嫡男・重正の妻（貞清からは嫁）とされている。おかねの婚姻時期は、すでに大名時代の石川貞清ではなく、金融業を営み、茶人となった宗林の頃と考えられる。貞清は、大坂の陣で信繁が戦死した後、竹林院（おかねの母）を京に引き取り、一緒に暮らして援助したと伝えられる。また、後年、貞清は大檀那であった京都市右京区竜安寺塔頭大珠院に、信繁夫妻の墓と五輪塔を建てさせてその一族を供養した。

### 子孫
孫にあたる石河（石川）自安は、京の豪商であったが、薩摩藩の島津家・熊本藩の細川家などに大名貸をし、「断わり」という借金の踏み倒しに巻き込まれ破産してしまったと、享保年間に三井高房が書いた『町人考見録』に記されている。
また、京にあった茶道具の名物は、当時その多くを石河家が所有していたという。自安が所蔵した茶道具の一つ、古瀬戸の茶入「鎗の鞘」肩衝は、もともと豊臣秀吉の所有で、石川備前守（貞清）が伏見奉行の功を賞されて賜ったものと伝えられている。

## 妙心寺
美濃石川氏は京都妙心寺に関わりが深く、宗林（貞清）は妙心寺の東北部の塔頭、大雄院・桂春院・韶陽院等の造営に際して土地を寄進している。このため、妙心寺より正月11日に石川家に年賀の挨拶状を送ることが通例だったという。元和元年（1615年）の大坂城落城後、妙心寺の石川貞清の元を訪れ面会した福島正則は、貞清から妙心寺内の土地の一部を譲り受けて海福院を建立し、死者の冥福を祈った。